# Heinrich Eggerstedt
Heinrich Eggerstedt (* 9. Mai 1904 in Pinneberg; † 3. Mai 1945 in Berlin) war ein deutscher Architekt.

## Leben
Heinrich Eggerstedt absolvierte zunächst eine dreijährige Ausbildung als Zimmermann und studierte anschließend von 1923 bis 1925 an der Baugewerkschule in Hamburg. Da ihm die Bauwerke Karl Schneiders imponierten, bewarb er sich 1923 um eine Stelle in Schneiders Büro, erhielt jedoch aufgrund schlechter Auftragslage erst 1925 eine Stelle. Während des Studiums arbeitete Eggerstedt als Bautischler.
Als Karl Schneider Mitte der 1920er Jahre eine Gruppe junger Architekten zusammenstellte, die die avantgardistischen Ambitionen des Architekten umsetzen sollten, wählte er auch Eggerstedt aus. 1925/26 nahm das Architekturbüro an zehn Wettbewerben teil, von denen es sieben gewinnen konnte, darunter auch eine Ausschreibung für die Gestaltung der Jarrestadt. Das Architekturbüro erhielt in der Folgezeit zahlreiche Aufträge von privater und staatlicher Seite, an deren Planung und Umsetzung Eggerstedt mitwirkte.
1927 wurde Eggerstedt auf Empfehlung von Edgar Ende und Carl Blohm, mit denen er befreundet war, Mitglied des Altonaer Künstlervereins. 1927/28 reisten Eggerstedt und Blohm nach Paris, durchquerten Spanien und kehrten nach Hamburg zurück. Im Herbst 1928 beteiligten sich Eggerstedt, Albert Clauss und Sergius Ruegenberg, die alle in Karl Schneiders Büro arbeiteten, an einem Wettbewerb zur Gestaltung eines Krankenhauses in Pinneberg. Sie taten dies ohne Wissen Schneiders und traten damit in Konkurrenz zu dessen offiziellem, ebenfalls eingereichten Entwurf. Als die Pläne der drei Architekten besser bewertet wurden als die Pläne Schneiders kündigte Schneider, der sich betrogen fühlte, den drei Mitarbeitern.
1929 stellte Karl Schneider Heinrich Eggerstedt erneut ein, entließ ihn jedoch ein Jahr später wieder aufgrund von Sparmaßnahmen, zu denen er sich gezwungen sah. Eggerstedt zog 1931 mit seiner Frau Ella, geborene Sievers, spätere Ruegenberg, auf Anraten von Ernst May in die Sowjetunion. May arbeitete hier gemeinsam mit einer Gruppe von 20 Architekten in Moskau an städtebaulichen Projekten. Gemeinsam mit Werner Hebebrand plante und realisierte Eggerstedt Großkrankenhäuser in Magnitogorsk und Nowosibirsk. 1932 kehrte Eggerstedt nach Hamburg zurück. Grund hierfür waren die schwierigen Lebensbedingungen in Sibirien, aufgrund derer der Architekt erkrankt war. Bis 1935 gestaltete Eggerstedt die Verkaufsräume des Goldschmieds Josef Arnold, die sich an den Großen Bleichen befanden, neu, hatte in der übrigen Zeit aber nahezu keine Aufträge.
Walter Kratz, den Eggerstedt aus seiner Zeit in der Sowjetunion kannte, vermittelte Eggerstedt Mitte der 1930er Jahre mehrere Aufträge der Deutschen Arbeitsfront (DAF) in Berlin. 1938 wurde Eggerstedt stellvertretender Leiter des Architekturbüros der DAF. Aufgrund seiner Erfahrungen mit dem Neuen Bauen waren Architekten wie Eggerstedt von den Nationalsozialisten gefragt, auch wenn die Zusammenarbeit eine Bereitschaft zum Kompromiss zwischen moderner und traditionellen Bauformen voraussetzte. 
Albert Speer beauftragte Eggerstedt 1941, eine „Stadt X“ zu planen. Im Rahmen des Projekts sollte eine Wohnstadt für 16.000 Personen nahe der Heeresversuchsanstalt Peenemünde entstehen. Eggerstedt konnte bei seinen Planungen auf Erfahrungen zurückgreifen, die er während seines Aufenthalts in der Sowjetunion gewonnen hatte. Mehrere Prototypen der Anlage wurden bei Planungen für neue Städte im Ostgebiet des Deutschen Reiches publiziert. Eggerstedt beteiligte sich deutschlandweit an Bauprojekten und Wettbewerben. 1941 reichte er Ideen zur Gestaltung der Ost-West-Straße, womit er den 2. Wettbewerbspreis gewann. Im Auftrag von Konstanty Gutschow erstellte Eggerstedt im selben Jahr Pläne für das Dienstgebäude der Admiralität als Teil einer geänderten Gestaltung des Hamburger Elbufers. Gutschow plante darüber hinaus, Eggerstedt als Lehrkraft an der geplanten, jedoch nie eingerichteten Akademie für Baukunst und Bildhauerei anzustellen.
Heinrich Eggerstedt starb kurz vor Ende des Zweiten Weltkriegs bei dem Versuch, das von sowjetischen Truppen besetzte Berlin zu verlassen. Zuvor erstellte Pläne für den Umbau des Wohnsitzes seiner Familie in Glückstadt konnte er nicht mehr realisieren.